# 3.ª etapa da Volta a França de 2018
A 3.ª etapa do Tour de France de 2018 consistiu numa contrarrelógio por equipas e teve lugar a 9 de julho de 2018 entre Cholet e Cholet sobre um percurso de 35,5 km e foi vencida pelo BMC Racing. O novo portador da camisola amarela é o ciclista belga Greg Van Avermaet do BMC Racing.

## Classificação da etapa
| \| Classificação por etapas \| Classificação por etapas \| Classificação por etapas \| Classificação por etapas \| Classificação por etapas \| Classificação por etapas \| \| Equipe \| Equipe \| Tempo \| Intervalo de tempo \| Rapidez \| \| \| ------------------------ \| ---------------------------------------- \| ------------------------ \| ------------------------ \| ------------------------ \| ------------------------ \| \| 1. \| BMC Racing Team \| 38m46s \| 0s \| 54.944 km/h \| \| \| 2. \| Sky \| 38m50s \| + 4s \| 54.850 km/h \| \| \| 3. \| Quick-Step Floors \| 38m53s \| + 7s \| 54.779 km/h \| \| \| 4. \| Mitchelton-Scott \| 38m55s \| + 9s \| 54.732 km/h \| \| \| 5. \| Team Sunweb \| 38m57s \| + 11s \| 54.685 km/h \| \| \| 6. \| EF Education First-Drapac p/b Cannondale \| 39m21s \| + 35s \| 54.130 km/h \| \| \| 7. \| Bora-Hansgrohe \| 39m36s \| + 50s \| 53.788 km/h \| \| \| 8. \| Astana \| 39m37s \| + 51s \| 53.765 km/h \| \| \| 9. \| Katusha-Alpecin \| 39m39s \| + 53s \| 53.720 km/h \| \| \| 10. \| Movistar Team \| 39m40s \| + 54s \| 53.697 km/h \| \| |                                          |        |                    |             |
| |                                          |        |                    |             |
| Fonte: ProCyclingStats |                                          |        |                    |             |
| Classificação por etapas |                                          |        |                    |             |
| Equipe | Equipe                                   | Tempo  | Intervalo de tempo | Rapidez     |
| 1. | BMC Racing Team                          | 38m46s | 0s                 | 54.944 km/h |
| 2. | Sky                                      | 38m50s | + 4s               | 54.850 km/h |
| 3. | Quick-Step Floors                        | 38m53s | + 7s               | 54.779 km/h |
| 4. | Mitchelton-Scott                         | 38m55s | + 9s               | 54.732 km/h |
| 5. | Team Sunweb                              | 38m57s | + 11s              | 54.685 km/h |
| 6. | EF Education First-Drapac p/b Cannondale | 39m21s | + 35s              | 54.130 km/h |
| 7. | Bora-Hansgrohe                           | 39m36s | + 50s              | 53.788 km/h |
| 8. | Astana                                   | 39m37s | + 51s              | 53.765 km/h |
| 9. | Katusha-Alpecin                          | 39m39s | + 53s              | 53.720 km/h |
| 10. | Movistar Team                            | 39m40s | + 54s              | 53.697 km/h |

## Classificações ao final da etapa

### Classificação geral(Maillot Jaune)
| \| Classificação geral \| Classificação geral \| Classificação geral \| Classificação geral \| Classificação geral \| \| Ciclista \| Ciclista \| Equipe \| Tempo \| \| \| ------------------- \| -------------------- \| ------------------------- \| ------------------- \| ------------------- \| \| 1. \| Greg Van Avermaet \| BMC Racing Team \| 9h08m55s \| \| \| 2. \| Tejay van Garderen \| BMC Racing Team \| + 0s \| \| \| 3. \| Geraint Thomas \| Team Sky \| + 3s \| \| \| 4. \| Philippe Gilbert \| Quick-Step Floors \| + 5s \| \| \| 5. \| Bob Jungels \| Quick-Step Floors \| + 7s \| \| \| 6. \| Julian Alaphilippe \| Quick-Step Floors \| + 7s \| \| \| 7. \| Tom Dumoulin \| Team Sunweb \| + 11s \| \| \| 8. \| Søren Kragh Andersen \| Team Sunweb \| + 11s \| \| \| 9. \| Michael Matthews \| Team Sunweb \| + 11s \| \| \| 10. \| Rigoberto Urán \| EF Education First-Drapac \| + 35s \| \| |                      |                           |          |
| |                      |                           |          |
| Fonte: ProCyclingStats |                      |                           |          |
| Classificação geral |                      |                           |          |
| Ciclista | Ciclista             | Equipe                    | Tempo    |
| 1. | Greg Van Avermaet    | BMC Racing Team           | 9h08m55s |
| 2. | Tejay van Garderen   | BMC Racing Team           | + 0s     |
| 3. | Geraint Thomas       | Team Sky                  | + 3s     |
| 4. | Philippe Gilbert     | Quick-Step Floors         | + 5s     |
| 5. | Bob Jungels          | Quick-Step Floors         | + 7s     |
| 6. | Julian Alaphilippe   | Quick-Step Floors         | + 7s     |
| 7. | Tom Dumoulin         | Team Sunweb               | + 11s    |
| 8. | Søren Kragh Andersen | Team Sunweb               | + 11s    |
| 9. | Michael Matthews     | Team Sunweb               | + 11s    |
| 10. | Rigoberto Urán       | EF Education First-Drapac | + 35s    |

### Classificação por pontos(Maillot Vert)
| Classificação por pontos | Classificação por pontos | Classificação por pontos | Classificação por pontos | Classificação por pontos |
| Ciclista                 | Ciclista                 | Equipe                   | Pontos                   |                          |
| ------------------------ | ------------------------ | ------------------------ | ------------------------ | ------------------------ |
| 1.                       | Peter Sagan              | Bora-Hansgrohe           | 104 pts                  |                          |
| 2.                       | Fernando Gaviria         | Quick-Step Floors        | 78 pts                   |                          |
| 3.                       | Alexander Kristoff       | UAE Team Emirates        | 53 pts                   |                          |
| 4.                       | Arnaud Démare            | Groupama-FDJ             | 41 pts                   |                          |
| 5.                       | André Greipel            | Lotto-Soudal             | 35 pts                   |                          |
| 6.                       | Sonny Colbrelli          | Bahrain-Merida           | 30 pts                   |                          |
| 7.                       | Marcel Kittel            | Katusha-Alpecin          | 28 pts                   |                          |
| 8.                       | Sylvain Chavanel         | Direct Énergie           | 20 pts                   |                          |
| 9.                       | Jérôme Cousin            | Direct Énergie           | 20 pts                   |                          |
| 10.                      | Timothy Dupont           | Wanty-Groupe Gobert      | 19 pts                   |                          |

### Classificação da montanha(Maillot à Pois Rouges)
| Classificação da montanha | Classificação da montanha | Classificação da montanha | Classificação da montanha | Classificação da montanha |
| Ciclista                  | Ciclista                  | Equipe                    | Pontos                    |                           |
| ------------------------- | ------------------------- | ------------------------- | ------------------------- | ------------------------- |
| 1.                        | Dion Smith                | Wanty-Groupe Gobert       | 1 pt                      |                           |
| 2.                        | Kévin Ledanois            | Fortuneo-Samsic           | 1 pt                      |                           |

### Classificação do melhor jovem(Maillot Blanc)
| Classificação dos jovens | Classificação dos jovens | Classificação dos jovens | Classificação dos jovens | Classificação dos jovens |
| Ciclista                 | Ciclista                 | Equipe                   | Tempo                    |                          |
| ------------------------ | ------------------------ | ------------------------ | ------------------------ | ------------------------ |
| 1.                       | Søren Kragh Andersen     | Team Sunweb              | 9h09m06s                 |                          |
| 2.                       | Egan Bernal              | Team Sky                 | + 1m08s                  |                          |
| 3.                       | Magnus Cort              | Astana                   | + 1m22s                  |                          |
| 4.                       | Thomas Boudat            | Direct Énergie           | + 1m40s                  |                          |
| 5.                       | Tiesj Benoot             | Lotto-Soudal             | + 1m41s                  |                          |
| 6.                       | Antwan Tolhoek           | LottoNL-Jumbo            | + 1m55s                  |                          |
| 7.                       | Gregor Mühlberger        | Bora-Hansgrohe           | + 2m09s                  |                          |
| 8.                       | Dion Smith               | Wanty-Groupe Gobert      | + 2m13s                  |                          |
| 9.                       | Amund Grøndahl Jansen    | LottoNL-Jumbo            | + 2m24s                  |                          |
| 10.                      | Stefan Küng              | BMC Racing Team          | + 2m39s                  |                          |

### Classificação por equipas(Classement par Équipe)
| Classificação por equipes | Classificação por equipes                | Classificação por equipes | Classificação por equipes |
| Equipe                    | Equipe                                   | Tempo                     |                           |
| ------------------------- | ---------------------------------------- | ------------------------- | ------------------------- |
| 1.                        | Quick-Step Floors                        | 26h09m20s                 |                           |
| 2.                        | Team Sunweb                              | + 4s                      |                           |
| 3.                        | Bora-Hansgrohe                           | + 43s                     |                           |
| 4.                        | BMC Racing Team                          | + 44s                     |                           |
| 5.                        | Astana                                   | + 44s                     |                           |
| 6.                        | Katusha-Alpecin                          | + 45s                     |                           |
| 7.                        | Bahrain-Merida                           | + 59s                     |                           |
| 8.                        | EF Education First-Drapac p/b Cannondale | + 1m02s                   |                           |
| 9.                        | Lotto NL-Jumbo                           | + 1m08s                   |                           |
| 10.                       | Trek-Segafredo                           | + 1m09s                   |                           |

## Abandonos
Nenhum.